# Ziriabe
Alboácem Ali ibne Nafi (Abu al-Hasan 'Ali ibn Nafi; 789-857) foi um músico e cantor da corte  do emirado de Córdova no Alandalus. Ficou conhecido pelo nome de Ziriabe ("melro") devido à sua bela voz e tez escura.
Ziriabe nasceu num território que corresponde ao actual Iraque, provavelmente na cidade de Bagdade. Segundo as fontes, ele era um escravo liberto ou então teria as suas origens numa família de escravos. Não é clara a sua etnia, tendo sido sugerido que seria persa, africano ou curdo.
Foi aluno de Ixaque Almaucili (767–850), um músico da corte dos Abássidas no tempo do famoso califa Harune Arraxide. O seu professor, sentindo-se ameaçado pelo talento do seu aluno, propôs-lhe que deixasse Bagdade, caso contrário algo de mau poderia acontecer-lhe. Ziriabe conhecia a influência que o seu professor detinha na corte califal e decidiu optar pelo exílio juntamente com a sua família, levando consigo uma quantia de dinheiro fornecida por Almaucili.
Antes de se instalar em Córdova, Ziriabe passou pelo Egito e  viveu durante algum tempo em Cairuão (Tunísia), onde foi acolhido pelo soberano aglábida Ziadete Alá I. Nesta cidade ele aproveitou a oportunidade para estudar a música popular local.
Ofereceu os seus serviços através de carta ao emir Aláqueme I de Córdova, que o contratou. Porém, quando Ziriabe e a sua família chegaram a Algeciras, Aláqueme tinha falecido e Ziriabe desconhecia se o seu filho e sucessor Abderramão II estaria interessado nos seus serviços. Abderramão II não só manteve a proposta do pai como nomeou-o chefe dos cantores do palácio e ofereceu-lhe um pequeno palácio onde residir.
Ziriabe fundou em Córdova um conservatório de música, que acolhia rapazes e moças da aristocracia local, mas também membros das classes inferiores. Neste conservatório poderia aprender-se a tocar vários instrumentos e a ter aulas de canto. Ziriabe era conhecido por ser um virtuoso do alaúde, ao qual introduziu mais uma corda. Até então o alaúde tinha quatro cordas, cada uma com uma dada cor e significado: a primeira era amarela e representava a bílis; a segunda, vermelha, representava o sangue; a terceira, branca, representava o fleuma e a quarta era negra e simbolizava a melancolia. A quinta corda acrescentada por Ziriabe era vermelha e foi colocada ao centro (entre a segunda e terceira corda), representando a alma humana.
Ziriabe introduziu em Córdova as modas do Médio Oriente, como o uso de copos de cristal que passaram a substituir os pesados copos de ouro e prata, uma tradição herdada do tempo romano e visigodo. Interessava-se também pela culinária e etiqueta; segundo Ziriabe cada refeição deveria começar com uma sopa, seguida de um prato de peixe ou carne, terminando com uma sobremesa. Ziriabe foi também uma referência da estética masculina: muitos homens adoptaram o seu penteado. Ao nível da indumentária, sugeriu a adopção de roupas brancas na época do Verão.
Ziriabe criou também um salão de beleza feminina, onde se praticava a depilação e se lançaram novos penteados como o uso de franjas. Difundiu também o uso de perfumes e da pasta de dentes.